# Kaiser Wilhelm der Große (Schiff, 1901)
Die Kaiser Wilhelm der Große war ein Linienschiff der Kaiserlichen Marine. Das Schiff wurde als Panzerschiff I. Klasse „Ersatz König Wilhelm“ 1898 auf der Friedrich Krupp Germaniawerft in Kiel unter der Baunummer 79 auf Kiel gelegt. Im Jahre 1899 erfolgte die Umklassifizierung zum Linienschiff.

## Geschichte
Ihr Bau wurde von August Müller beaufsichtigt. Der Stapellauf war ursprünglich für den 29. April 1899 angesetzt, jedoch verzögerte ein Brand auf der Bauwerft dies, so dass das Schiff erst am 1. Juni 1899 zu Wasser gelassen werden konnte. Nach der Werftprobefahrt am 17. Februar 1901 und der anschließenden Abnahmefahrt seitens der Marine wurde die Kaiser Wilhelm der Große am 5. Mai 1901 beim I. Geschwader in Dienst gestellt. In diesem Verband versah das Schiff seinen Flottendienst und nahm an Manövern und Ausbildungsreisen teil. Nach einer Havarie 1905 wurde das Ruder umgebaut und besaß nun keine Ruderhacke mehr. Im Jahr 1908 wurde das Schiff außer Dienst gestellt und von 1908 bis 1910 grundlegend umgebaut und modernisiert. Danach gehörte es der Reserve-Formation der Nordsee an.
Mit Kriegsausbruch 1914 erfolgte die Reaktivierung und Zuteilung zum V. Geschwader. Die Verwendung beschränkte sich anfangs auf den Küstenschutz in der Nordsee und sporadische Unternehmungen in der Ostsee. Ab März 1915 wurde das Schiff (zusammen mit den anderen Schiffen der Kaiser-Friedrich-III.-Klasse) aus der Front gezogen und die Besatzung reduziert. Die endgültige Außerdienststellung erfolgte am 20. November 1915, wobei das Schiff umgehend desarmiert (die 24-cm-Geschütze kamen als Eisenbahnbatterie an die Westfront) und als Beischiff der Torpedoschule zugeordnet wurde. Die Abbrucharbeiten begannen nach der Streichung aus der Flottenliste 1920 in Kiel-Nordmole.

## Umbau
Während des großen Umbaus wurde das Aussehen wesentlich verändert. Die zwei Decks hohen Mittschiffsaufbauten wurden entfernt, die Schornsteinummantelungen auf die untere Hälfte beschränkt. An die Stelle der martialisch anmutenden Gefechtsmasten traten schlanke Fockmasten mit Stenge. Die vier 15-cm-Kasemattgeschütze der Mittelartillerie im Batteriedeck wurden ausgebaut, die Leichte Artillerie um zwei 8,8-cm-Geschütze verstärkt und ihre Aufstellung verändert, wohingegen die vorhandenen zwölf Maschinenkanonen wegfielen. Ebenso wurde das schwenkbare 45-cm-Überwasser-Torpedorohr im Heck entfernt. Die vormals plumpen und topplastigen Schiffe machten nach dem Umbau einen ziemlich kahlen Eindruck.

## Kommandanten
5. Mai 1901 bis 21. September 1908
- Kapitän zur See August Carl Thiele: von Mai 1901 bis Oktober 1901
- Kapitän zur See Max von Basse: von November 1901 bis September 1902
- Kapitän zur See Victor Schönfelder: von Oktober 1902 bis Oktober 1903
- Kapitän zur See Hugo Pohl: von Oktober 1903 bis Oktober 1904
- Kapitän zur See Max Rollmann: von Oktober 1904 bis Oktober 1906
- Kapitän zur See Johannes Rieve: von Oktober 1906 bis September 1908

31. Juli 1911 bis 15. September 1911
- Kapitän zur See Maximilian Rogge

5. August 1914 bis 20. November 1915 ab 5. März 1915 mit reduzierter Besatzung
- Kapitän zur See Robert Kühne: von August 1914 bis Februar 1915
- Kapitän zur See Theodor Frey: von Februar 1915 bis August 1915
- Korvettenkapitän Hellmut Kellermann: Juli 1915 bis Oktober 1915 mit der Wahrnehmung der Geschäfte beauftragt
- Korvettenkapitän Friedrich Lüring: Oktober/November 1915